# 恵州
恵州（けいしゅう）は、中国にかつて存在した州。宋代から元初にかけて、現在の広東省恵州市一帯に設置された。

## 隋代
590年（開皇10年）、隋により設置された循州を前身とする。607年（大業3年）、郡制施行に伴い循州は竜川郡と改称され、下部に5県を管轄した。隋代の行政区分に関しては下表を参照。
| 隋代の行政区画変遷 | 隋代の行政区画変遷 | 隋代の行政区画変遷          | 隋代の行政区画変遷   | 隋代の行政区画変遷 | 隋代の行政区画変遷                 |
| 区分               | 開皇元年           | 開皇元年                    | 開皇元年             | 区分               | 大業3年                            |
| ------------------ | ------------------ | --------------------------- | -------------------- | ------------------ | ---------------------------------- |
| 州                 | 広州               | 広州                        | 広州                 | 郡                 | 竜川郡                             |
| 郡                 | 梁化郡             | 南海郡                      | 東官郡               | 県                 | 帰善県 河源県 博羅県 興寧県 海豊県 |
| 県                 | 欣楽県 安懐県      | 河源県 竜川県 新豊県 博羅県 | 興寧県 斉昌県 海豊県 | 県                 | 帰善県 河源県 博羅県 興寧県 海豊県 |

## 唐代
622年（武徳5年）、唐により竜川郡は循州と改められた。742年（天宝元年）、循州は海豊郡と改称された。758年（乾元元年）、海豊郡は循州の称にもどされた。循州は嶺南道に属し、帰善・博羅・海豊・河源・興寧・雷郷の6県を管轄した。

## 五代十国時代
917年（乾亨元年）、南漢により循州帰善県に禎州が置かれた。

## 宋代
1020年（天禧4年）、皇太子趙禎の諱を避けるため、北宋により禎州は恵州と改称された。恵州は広南東路に属し、帰善・博羅・海豊・河源の4県を管轄した。

## 元代以降
1279年（至元16年）、元により恵州は恵州路と改められた。恵州路は江西等処行中書省に属し、帰善・博羅・海豊・河源の4県を管轄した。
1368年（洪武元年）、明により恵州路は恵州府と改められた。恵州府は広東省に属し、直属の帰善・博羅・長寧・永安・海豊・竜川・長楽・興寧の8県と連平州に属する河源・和平の2県、合わせて1州10県を管轄した。
清のとき、恵州府は広東省に属し、帰善・博羅・長寧・永安・海豊・陸豊・竜川の7県と連平州に属する河源・和平の2県、合わせて1州9県を管轄した。
1913年、中華民国により恵州府は廃止された。